# Гікорі-пекан
Ѓікорі-пеќан (Carya illinoinensis); синоніми: карія іллінойська, карія пекан) — один з видів деревних рослин родини горіхових (Juglandaceae), що ростуть у південно-центральній Північній Америці, в Мексиці від Коауїла південь Халіско і Веракрус, в США від півдня штату Айова, Іллінойс, Міссурі і Індіана до Вірджинії, південно-західного штату Огайо, на південь через Джорджію, Алабаму, Міссісіпі, Луїзіану, Техас, Оклахому, Арканзас і Флориду, і на захід, в Нью-Мексико.

## Дендрологічна характеристика
Гікорі-пекан серед всіх видів роду є найбільшим деревом. Досягає висоти 50-65 м і до 2,5 м в діаметрі, а максимального віку 500 років.
Стовбур дерева прямий з високо піднятою округло-конічної кроною. Кора стовбура і товстих гілок сірокоричнева, розтріскується, тріщини поздовжні або злегка звивисті, до 2 см глибини.

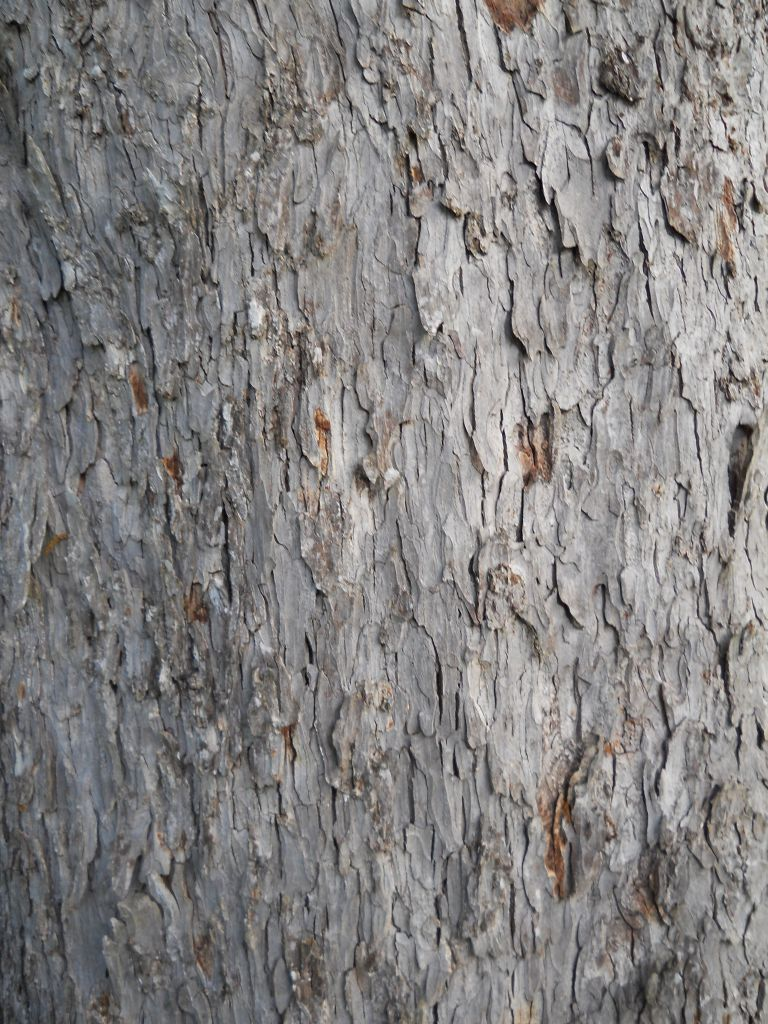
Кора стовбура

Деревина стовбура дуже міцна, тверда й еластична, з красивим малюнком, питома вага 0,69-0,71, вага 1 м3 повітряно-сухої деревини 736 кг. Придатна для виготовлення меблів, гнутих виробів, фанери та ін.
Пагони навесні зеленуваті, потім червонувато-бурі, злегка опушені, з численними подовженими чечевичками оранжевого забарвлення, в зимовому стані — з широкосердцеподібними листовими слідами.
Верхівкові бруньки гострояйцеподібні, до 1-1,З см довжини, сіроопушені, бічні — яйцеподібні до 6-7 мм, на коротких ножках. Листя складні, непарноперисті, 20-60 см довжини з 9-17 листочків. Листочки листя подовженоланцетні, 9-15 см довжини, і 2-6 см ширини, несиметричні зі скошеною основою і загостреною серпоподібно-загнутою вершиною, по краях пилчасті або двічіпилчасті, зелені, до темно зелених, блискучі з верхньої сторони і світло-зелені з нижньої, голі або слабоопушені. Верхівковий листок не відрізняється за величиною від бічних — за формою ланцетний, симетричний з витягнуто-загостреною вершиною. У однолітніх сіянців — листя прості, довгасто-овальні з клиноподібними основою і вершиною, по краях гостроголчасті, зелені, жорстко-сухуваті, як і листя у дорослих дерев. Жилкування листя з нижнього боку рельєфне, жовтуватого забарвлення.

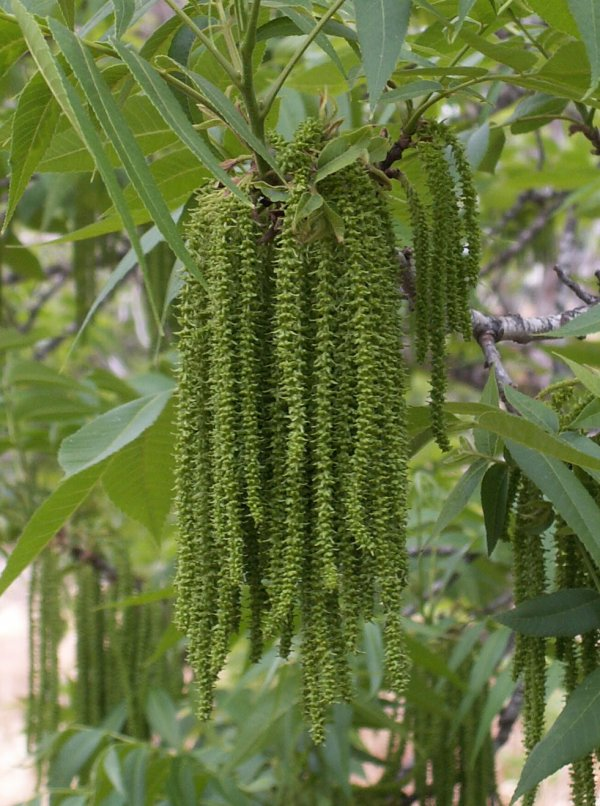
«Сережки»

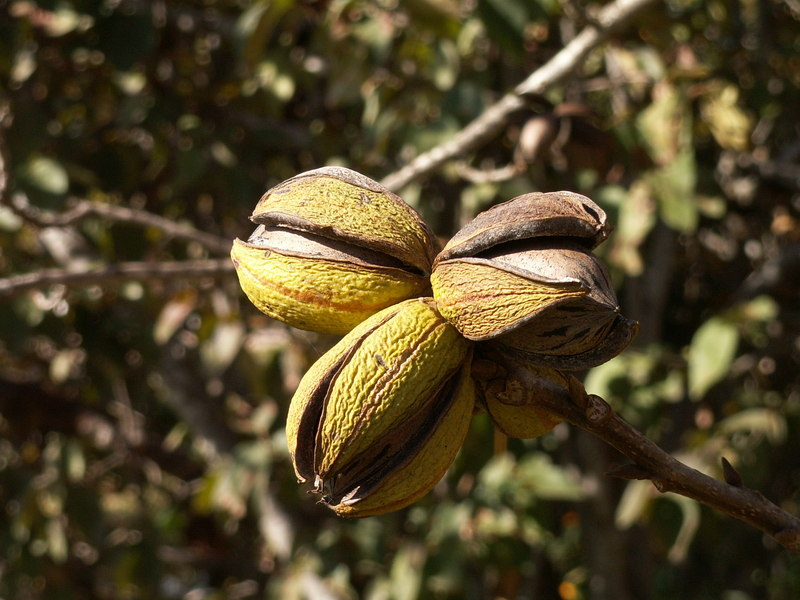
Достиглі плоди

Квітки у пекана роздільностатеві, але тичинкові і маточкові розміщуються на одних і тих же пагонах (однодомні), вітрозапилювані. Сережки з тичинковими квітками зібрані по 3 на одній короткій ніжці з плівчастим прицвітником. Тичинкова квітка складається з слаборозвинених покривів оцвітини, 4-6 тичинок з пиляками на коротких зв'язниках.
Маточкові суцвіття знаходяться на кінцях пагонів, в кисті по 3-11 малопомітних квіток, кожна з двома короткими розчленованими приймочками. Маточкова квітка сплюснута з боків 5-ма чашолистками, які, сильно розростаючись, закривають горбкуваті темно-зелені рильця квітки. При цвітінні рильця стають рожевими або малинового забарвлення, а горбки їх поверхні клейкими.

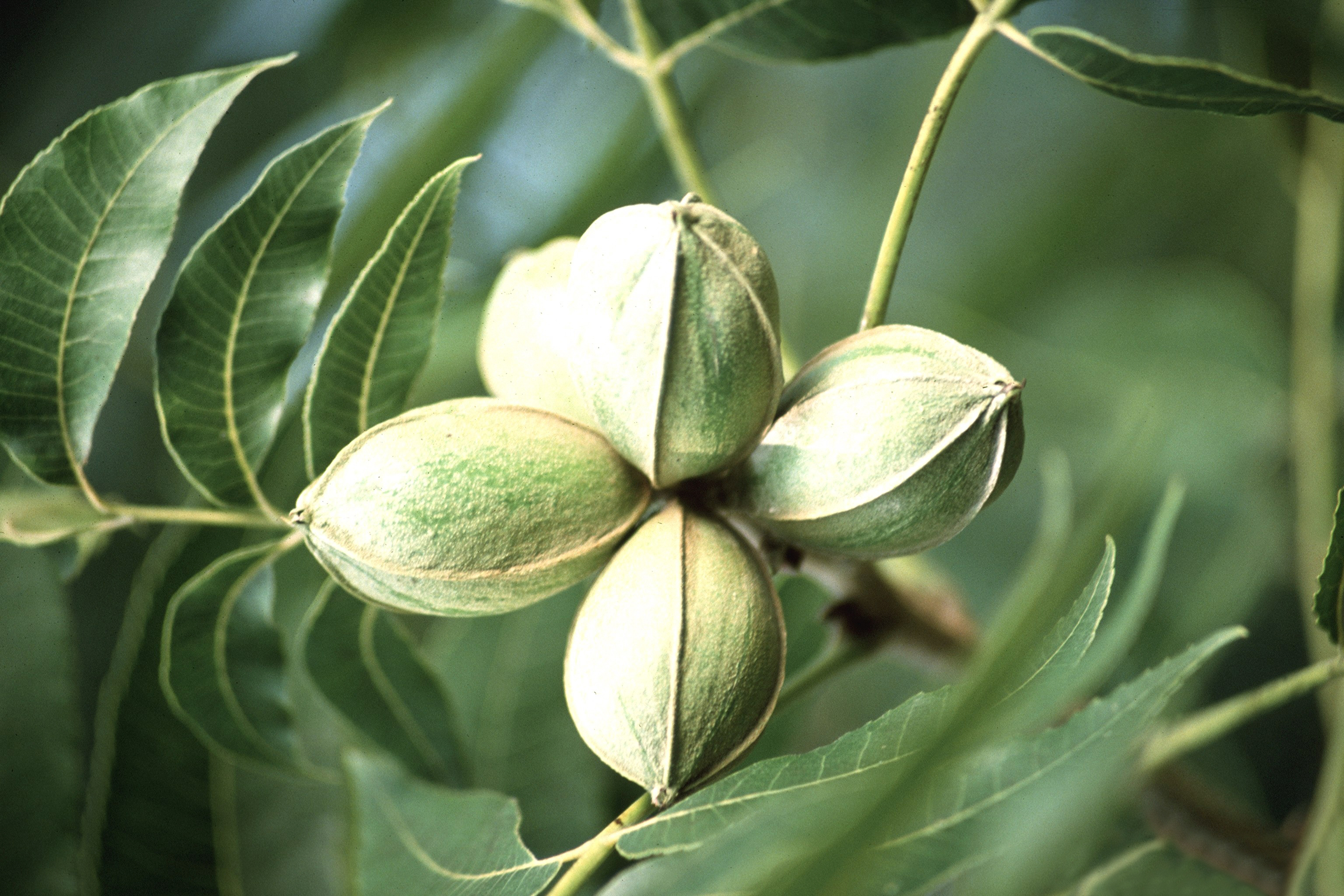
Недозрілі плоди пекана

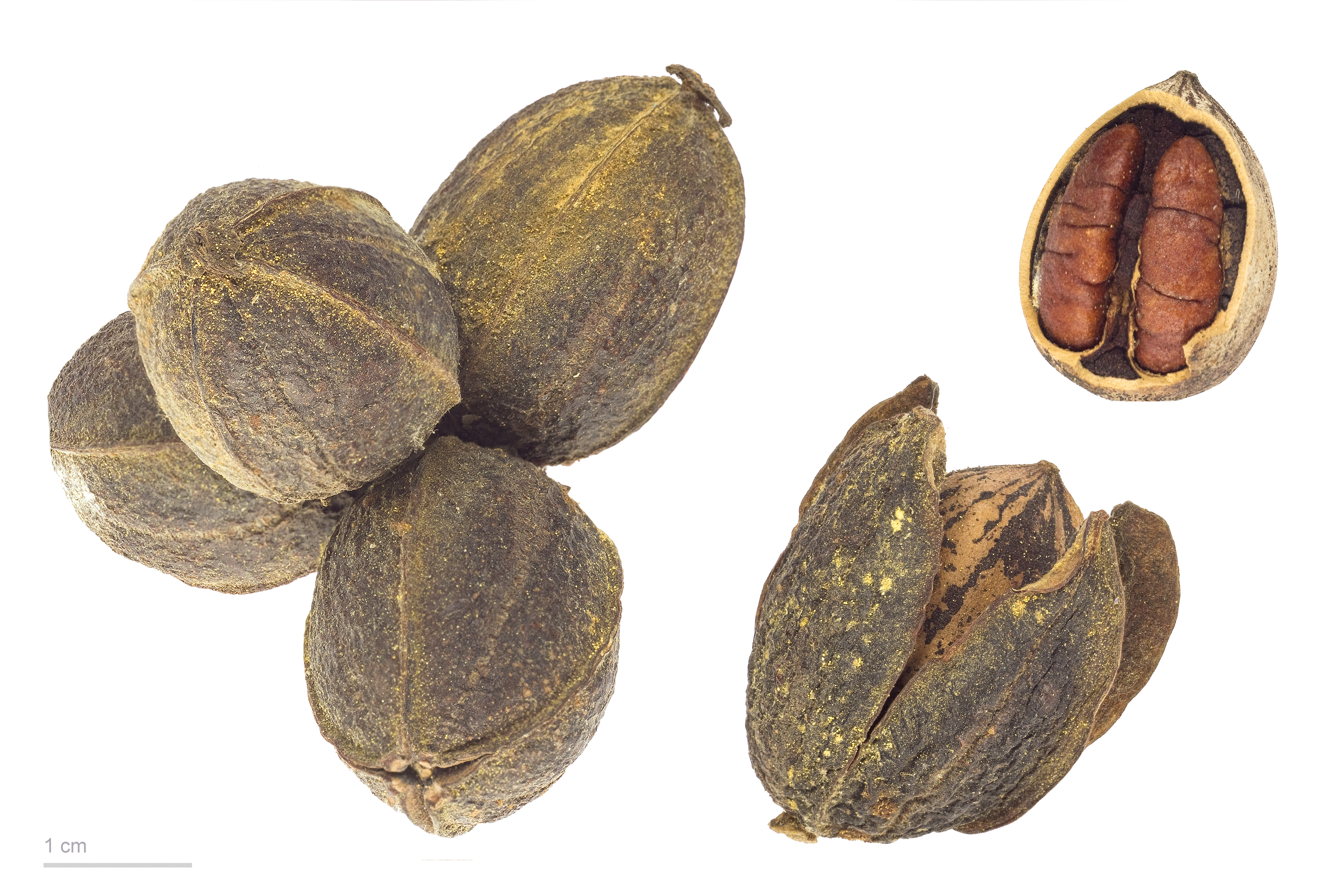
Carya illinoinensis — Тулузький музей

Дерева гікорі-пекана дихогамічні, одні з них протоандричні, інші — протогінічні.
Плід — несправжня кістянка складається з твердого мясистого перикарпу, засихає і розтріскується при дозріванні поздовжньо на 4 частки і тонкодеревянистого ендокарпа, в якому міститься зародок. Ядро плода складається з зародка, що має брунечку і корінець, і двох м'ясистих, наповнених поживними речовинами сім'ядоль. В кисті знаходиться від 3 до 10 плодів.
Ендокарп — від 2,5 до 6 см довжиною та 1-2,5 см шириною, довгуватої форми, з округлою основою і слабозагостреною вершинкою. Шкаралупа світло-шоколадного забарвлення, до 1 мм товщини, з темними поздовжніми плямами, гладка, розколюється легко. Усередині ендокарпа є слабкі перегородки з внутрішньої листуватої оболонки, забарвленої в колір оболонки сім'ядоль, в золотисто-коричнюватий колір. Серцевина ядра (сім'ядоль) кремово-жовтувата, дуже приємного смаку від наявності жиру, вуглеводів, вітамінів та інших речовин. Вага ендокарпа 4-6 г, ядро 45-50% від ваги ендокарпа.
До складу ядра входять такі речовини: вода — 3,4% білок — 12,1, жир 70,7, вуглеводи — 8,5, клітковина — 3,7, зола 1,6%. Крім того, до складу ядра входять безазотисті екстрактивні речовини, фосфор, кальцій, вітаміни групи В та ін. (у Криму жирність плодів пекана досягала 72-97%). Склад ядра пекана незначно відхиляється від наведених цифр у різних його сортів.
Ендокарп різних сортів пекана дуже відрізняється за формою і величиною.

## Поширення в культурі. Ріст і продуктивність

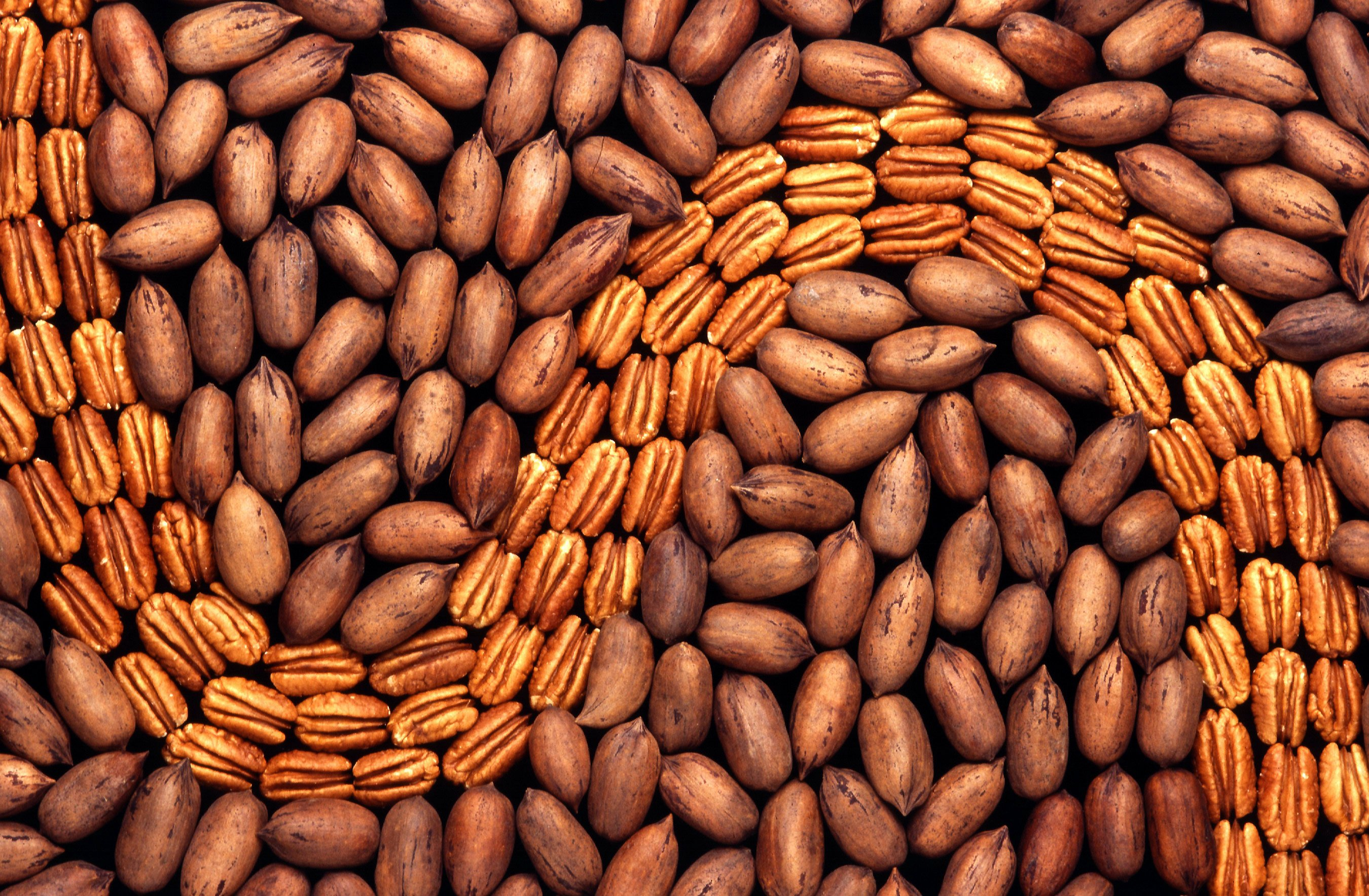
Пекан у шкаралупі й очищений

Ареал природного поширення пекана займає східну і частково центральну частини США, займаючи з півночі території штатів Айова, Іллінойс, Індіана, Огайо, почасти на західному схилі Аппалачів до Джорджії і Флориди на південному сході. Західна межа ареалу пекана проходить з півночі від штату Айова на Канзас, Оклахому і через Техас в Мексику. На всій великій території свого ареалу пекан приурочений до басейну річки Міссісіпі та її приток, а також до річок, що стікають з Аппалачів в Атлантичний океан і Мексиканську затоку. У гори пекан не піднімається вище 200 м.
Корінному населенню Північної Америки та Мексики пекан відомий як харчова рослина, проте в культурі він став поширюватися, мабуть, тільки з XVIII ст.. Промислове ж розведення пекана почалося в першій половині XIX ст. і набуло широкого розмаху в США наприкінці XIX ст.: висока харчова цінність плодів, їх приємний смак, велика калорійність, необмежена термінами лежкість, просте зберігання, транспортабельність і підвищений попит послужили стимулом до широкого поширення пекана в культурі.

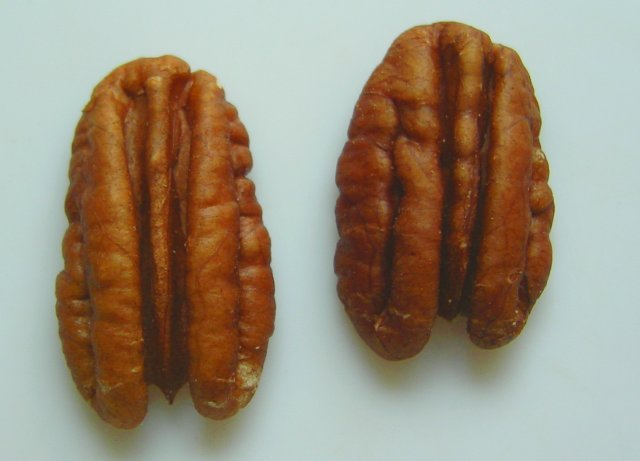
Дві половинки ядра плоду

Культурний ареал пекана в Північній Америці давно перейшов межі природного. Процесу окультурення цієї рослини сприяли її цінні біологічні особливості: холодостійкість, посухостійкість, мала вимогливість до ґрунтових умов швидкість росту, раннє настання плодоношення та ін. У зв'язку з цим були виведені морозостійкі сорти пекана: Майор, Індіана, Монімейкер та ін; посухостійкі — Стюарт, Тексап, Брейк та високоврожайні — Куртіс, Брейк, Махан та ін. Культура пекана перемістилася на північ і захід, і найбільшими продуцентами його плодів стали штати Каліфорнія і Орегон, хоча й Техас також продовжує бути важливим продуцентом горіхів.
Загальна продукція плодів пекана в США в 1929 р. становила 12 513,6 т, а в 1952 р. — 76 257 т, тобто за чверть століття виросла більш ніж в 6 разів. Внутрішня потреба в плодах пекана в США була настільки велика, що в неврожайні роки вона задовольняється імпортом горіхів з Мексики.

## Інтродукція
У Старому Світі пекан відомий з XVIII ст., хоча культура його в Європі отримала дуже слабке поширення. Великі плантації пекана є в Іспанії, Італії (Сицилія, район Мессіни), Туреччині, де його розведення також ще не має промислового значення. Вважається, що на північ від 40-ї паралелі пекан розводити ризиковано. Три поширені в культурі сорти пекана отримали вагоме значення — Мантуров, Фротчер і Дельмас, останній визнаний найкращим.
У Північній Африці пекан інтродукований в 1881 р., а перша велика група дерев пекана була посаджена в Алжирі в 1929 р., на дослідній станції в Буфарік у вигляді алеї 100 м довжини. В 1941–1946 рр. урожай трьох сортів становив: Сукцес 7,6, Елізабет — 10 і Мур 19-23 кг, а у 1948–1949 роках три дерева останнього сорту дали урожай 80-90 кг. Культура пекана поширена і на інших дослідних станціях в Марокко, в передгір'ях Атлаських гір.
Культура пекана на пострадянських територіях відома з кінця XVIII століття в південних регіонах: Ленкорань, Батумі, Чаква (біля Батумі в державний (удільний) маєток) та ін.
При радянському ладі посадки саджанців пекана, отриманих з Америки, проводились на Чорноморському узбережжі Кавказу, в країнах Середньої Азії, в Криму.
Через зміни клімату та зниження рівня ґрунтових вод на Вінниччині замість всохлих дерев саджають горіх гікорі. Зараз дерев гікорі на Вінниччині трохи, але через кілька десятиліть вони стануть чи не головними породами в лісі. Чи не найбільше старих дерев вже замінили у Гайсинському районі.

### Культура пекану в Україні
Найраніше випробування гікорі-пекана було проведено в Нікітському ботанічному саду на початку XIX ст, але виробничого розвитку культура не отримала і не вийшла за межі дослідницьких закладів.
Перша посадка пекана в Нікітському ботанічному саду була зроблена в 1824 р. Це дерево проіснувало до 1935 р. Інші чотири дорослі дерева саду були посаджені в 1896, 1928 і 1946 рр.
Станом на 1963 рік дерева перебували в такому стані:
- дерево посадки 1896 досягало 20 м висоти і 47 см в діаметрі на висоті грудей. Стовбур дерева прямий, добре очищений від сучків, перший живий сук на висоті 5 м. Крона досить густа, добре вкрита листям. Дерево квітло пізно, в середині червня сережки його з тичинковими квітками продовжували пилкувати. Плодоношення дерева хороше, плоди дрібні. Дерево було абсолютно здоровим, не мало жодних слідів хвороб чи пошкоджень шкідниками. Воно не пошкоджувалось і низькими температурами в суворі зими, які бували іноді на території саду.
- дерево 1928 року у віці 35 років досягало 16 м висоти і 17 см в діаметрі. Стовбур прямий, перший живий сук починався на висоті 7 м. Плодоносило слабо внаслідок сильного затінення іншими деревами.
  - Інше дерево такого ж віку зростало у верхньому парку за альтанкою з кактусами, і досягало 13 м висоти і 15 см в діаметрі. Плодоносило також слабо, оскільки теж росло у затіненні.
- дерево посадки 1946 р. у віці 17 років досягало 9 м висоти і 10 см в діаметрі, плодоносило.

Дерева пекана в Нікітському ботанічному саду порівняно стійкі тільки до повітряної посухи, але вимагали обов'язкового і систематичного зрошення протягом усього літнього періоду, навіть на свіжих ґрунтах. Пекан в саду абсолютно зимостійкий, квітнув і плодоносив, насіння проростало.
Одиничні молоді деревця пекана росли в радгоспі «Виноградний» в Бахчисарайському районі.
Велику роботу з інтродукції пекана розгорнув у 60-х роках в Україні Інститут лісу АН УРСР (П. Г. Кроткевич): було вирощено під Києвом (Голосієво) кілька тисяч сіянців пекана і закладена плантація у Феофанії на площі 1 га. Також у Феофанії в 1952 р. на ділянці площею 10 га були посіяні горіхи різних видів, у тому числі пекан. У 14-річному віці дерева його досягали 6 м висоти і 7 см в діаметрі. Приклад вирощування пекана в Голосієво показує повну можливість вирощування пекана на широті Києва, причому без особливих агротехнічних прийомів, поливу.
У Києві пекан також ріс у Центральному республіканському ботанічному саду і в дендрарії лісогосподарського факультету Української академії сільськогосподарських наук. У ботанічному саду росли 4 досить зимостійкі деревця (від зимових морозів страждали тільки верхівкові бруньки пагонів) пекана двох сортів: 3 дерева сорту Майор (насіння його були отримані із Середньої Азії) і одне деревце (незимостійке) з Чорноморського узбережжя Кавказу, пагони якого в зиму обмерзали до 1 м довжини. У дендрарії лісогосподарського факультету Української академії сільськогосподарських наук пекан ріс в сильному затіненні граба, дуба, ялини та інших порід.
На Красно-Тростянецькій лісовій дослідній станції Сумської області росло 2 деревця пекана, які були надіслані сюди саджанцями в 1956 р. Деревця після посадки щорічно сильно обмерзали.
Посіви насіння різних сортів пекана з Сухумі і Ташкента були проведені на створених плантаціях в 1965, 1966 і 1967 роках у трьох областях: Херсонській, Кіровоградській та Харківській на площі 18 га; були вирощені сіянці.
У Чернівецькій області існували посадки пекана в Сторожинецькому технікумі та в Хотинському лісництві (1 дерево).
У Закарпатській області пекан ріс в м. Мукачево на садибі Карпатської лісової дослідної станції (3 зимостійкі деревця, які плодоносили) і в дендрарії Мукачівського лісгоспу (невелика група).
Культура пекана на території України цілком можлива. Найпридатніші для вирощування — південні, південно-західні і західні райони країни. Гікорі-пекан є швидкорослим при періодичному поливі, однак і в неполивних умовах він зростає добре.

## Розмноження
Пекан розмножується насіннєвим шляхом і вегетативно. Насіннєвий спосіб розмноження є основним при інтродукції пекана в нових умовах, відборі найкращих форм, селекції та гібридизації, виведенні і розмноженні нових сортів.
Вегетативне розмноження є основним при сортовій культурі пекана, а також при виведенні найкращих форм, їх збереження і т. д.
При насіннєвому розмноженні, насіння пекана збирають в листопаді і після очищення і просушування висівають або залишають для весняного посіву. В останньому випадку насіння стратифікується.